# Pfarrkirche Großrußbach

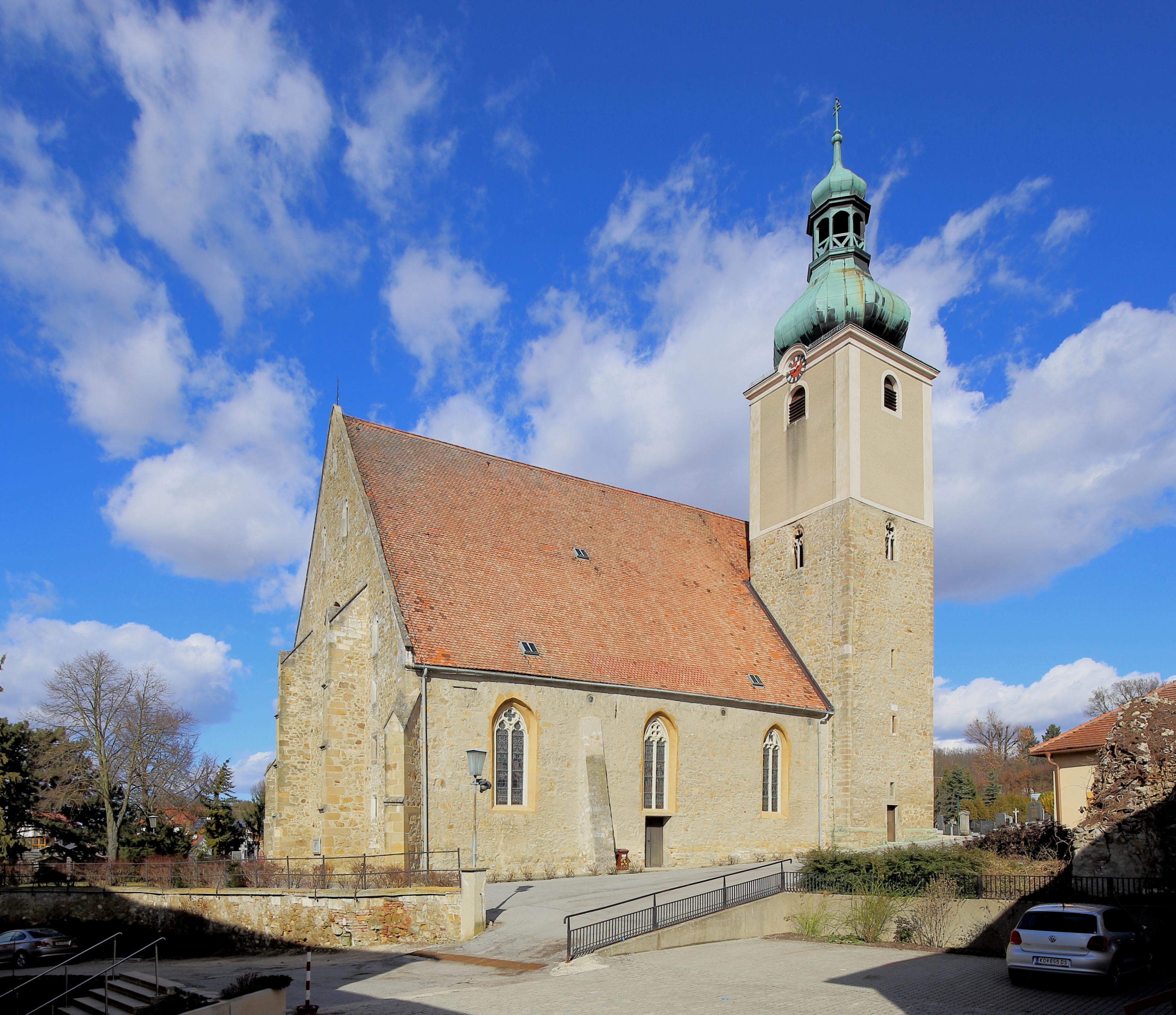
Pfarrkirche hl. Valentin in Großrußbach

Die Pfarrkirche Großrußbach steht im Ort Großrußbach in der Marktgemeinde Großrußbach in Niederösterreich. Die römisch-katholische Pfarrkirche hl. Valentin gehört zum Dekanat Korneuburg im Vikariat Unter dem Manhartsberg in der Erzdiözese Wien. Die Kirche steht unter Denkmalschutz.

## Geschichte
Eine Pfarre wurde für die Mitte des 11. Jahrhunderts angenommen. Urkundlich wurde 1135 die Pfarre als Eigenpfarre der Babenberger genannt. 1623 und 1947 waren Brände.

## Architektur
Die Kirche – von einem Friedhof umgeben – steht am südöstlichen Ortsrand an höchster Stelle über dem Marktort. Mit einer baulichen Subkonstruktion als barocke Portalanlage wurde ein ansteigendes Gelände ausgeglichen. Die ehemalige Wehrkirche ist eine spätgotische Staffelkirche mit einem Südturm.
Das Kirchenäußere zeigt sich mit unverputztem Bruchsteinmauerwerk als dreijochiges Langhaus aus der 2. Hälfte des 15. Jahrhunderts unter einem Satteldach mit abgetreppten und in der Mitte und an den Ecken gegliederten und übergiebelten Strebepfeilern. Das profilierte Spitzbogenportal hat eine erneuerte Schulterbogenöffnung. Darüber ist ein vierbahniges Maßwerkfenster, vier kleeblattbogig geschlossene Spitzbogenfenster und ein Rundbogenfensterlein im Scheitel. Die Fenster der Seitenschiffe sind zweibahnige Maßwerkfenster. In der Langhausnordwand ist ein vermauertes Spitzbogenportal. In der Langhaussüdwand ist ein Rechteckportal.
Der Chor mit polygonalem Schluss aus der 2. Hälfte des 14. Jahrhunderts steht in Langhaushöhe zwischen dem südlichen Turm und dem nördlichen Sakristeianbau. Das Chorpolygon zeigt sich mit zweifach abgetreppten mit Spitzgiebelchen versehenen Strebepfeilern und zweibahnigen Maßwerkfenstern mit dreibahnigem Scheitel. Der südliche Turm hat Schlitzfenster und oben originale Spitzbogenmaßwerkfenster. Der Turmaufsatz mit einem Zwiebelhelm wurde 1948 erneuert und trägt die Renovierungsinschriften 1897 und 1954. Der nördliche kapellenartige Sakristeianbau hat Eckverstärkungspfeiler und im Osten ein dreibahniges Maßwerkfenster.

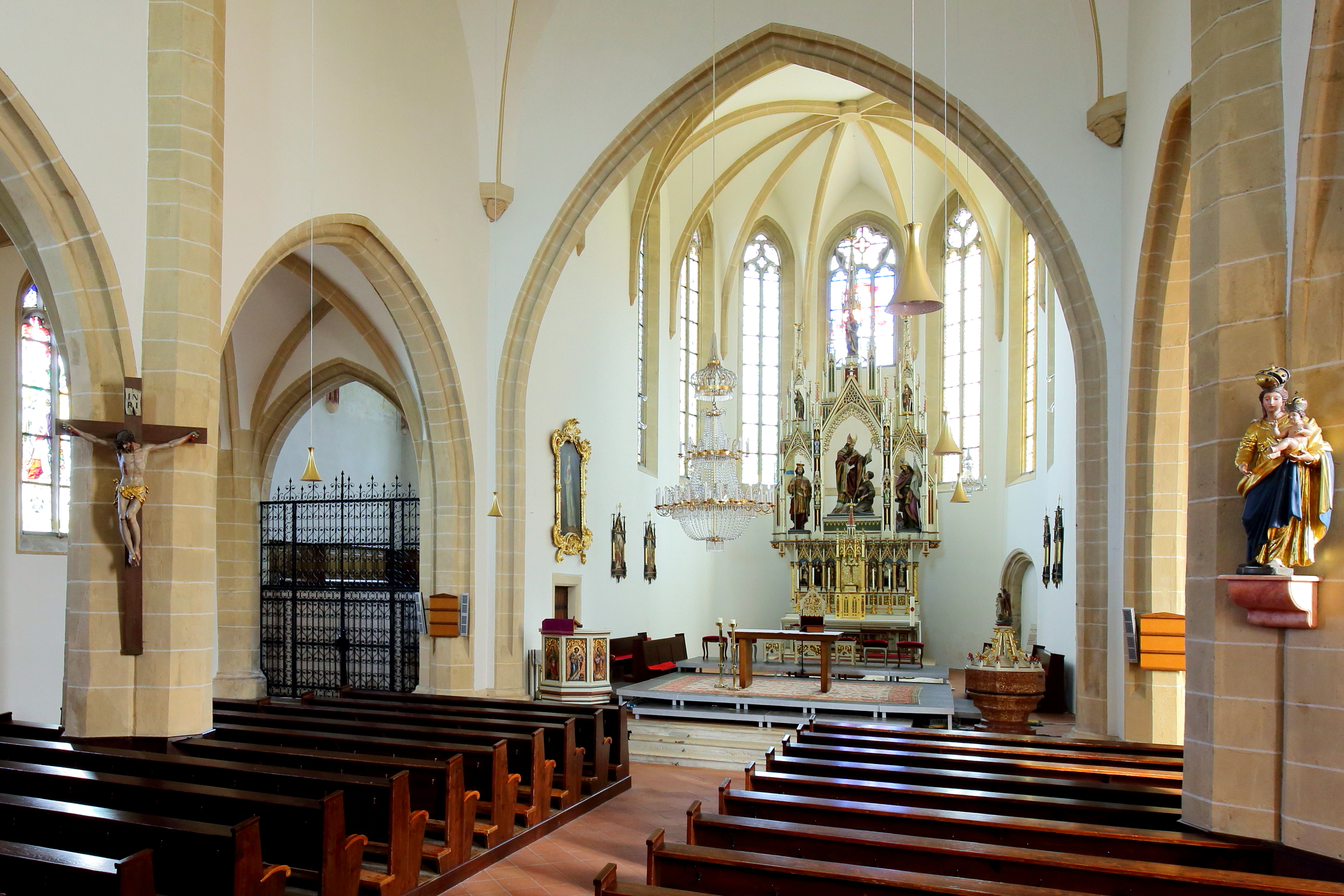
Innenansicht gegen Chor

Das Kircheninnere zeigt sich als dreischiffige dreijochige Staffelkirche aus der 2. Hälfte des 15. Jahrhunderts mit einem wesentlich höheren Mittelschiff. Nach dem Brand wurde 1947 anstelle der frühbarocken Wölbung ein Netzgratgewölbe eingebaut, welches auf mächtigen Polygonwandvorlagen und Wappenkonsolen ruht. Die Polygonalpfeiler sind durch Vorlagen kreuzförmig ausgebildet. Die beiden östlichen Joche sind durch weite gekehlte Spitzbogenarkaden zu den Seitenschiffen geöffnet. Im Westjoch ist eine kreuzgratunterwölbte Orgelempore über gedrückten, profilierten Spitzbogenarkaden. Die spätbarocke Brüstung der Empore hat eine Gliederung in Felder und Pilaster. Der Triumphbogen zum Mittelschiff ist spitzbogig und gekehlt. Die schmäleren Seitenschiffe haben längsoblonge Joche und Kreuzgratgewölbe mit reliefierten Schlusssteinen in polygonale Vorlagen übergehend. Im Südschiff an der Westwand ist eine polygonale Wendeltreppe zur Empore mit Rundbogenfenstern. Der Chor aus der 2. Hälfte des 14. Jahrhunderts in Mittelschiffbreite hat zwei kurze Joche und einen 7/12-Schluss und ein Kreuzrippengewölbe mit runden Schlusssteinen in kurze Absenklinge auf Trichterkonsolen übergehend. Beidseitig im Chor sind abgefaste Rechteckportal zur Sakristei und zum Turmerdgeschoß mit einem Kreuzrippengewölbe. Die Sakristei als ehemalige Kapelle hat ein zweijochiges Kreuzrippengewölbe mit Schlusssteinen auf polygonaler Vorlage und an kugelförmiger Konsole anlaufend. Das Gewölbe in der Sakristei zeigt eine spätgotische Rankenmalerei.
Die Glasmalerei der Fenster zeigen Herz Jesu, Maria von Lourdes, Geburt Christi, Heilige Familie, Leopold, Josef, Taufe Christi aus 1902 bis 1908.

## Ausstattung
Die Kirche hat eine neugotische Ausstattung aus 1908. Der Hochaltar als dreiachsiger Aufbau mit Spitzbogenarkaden hat Blendnischen mit den eingestellten Heiligenfiguren Valentin, Leopold und Florian. In den Gesprengtabernakeln sind die Figuren Josef, Katharina und Barbara. Das Relief an der Mensa zeigt das Letzte Abendmahl. Die Seitenaltäre im vereinfachten Schema des Hochaltares tragen links die Figuren Maria, Josef, Anna und rechts Herz Jesu, Sebastian, Johannes Nepomuk. Der Kanzelkorb zeigt Evangelistenreliefs.
Ein spätgotischer polygonaler Taufstein aus Rotmarmor hat einen neugotischen Aufsatz.

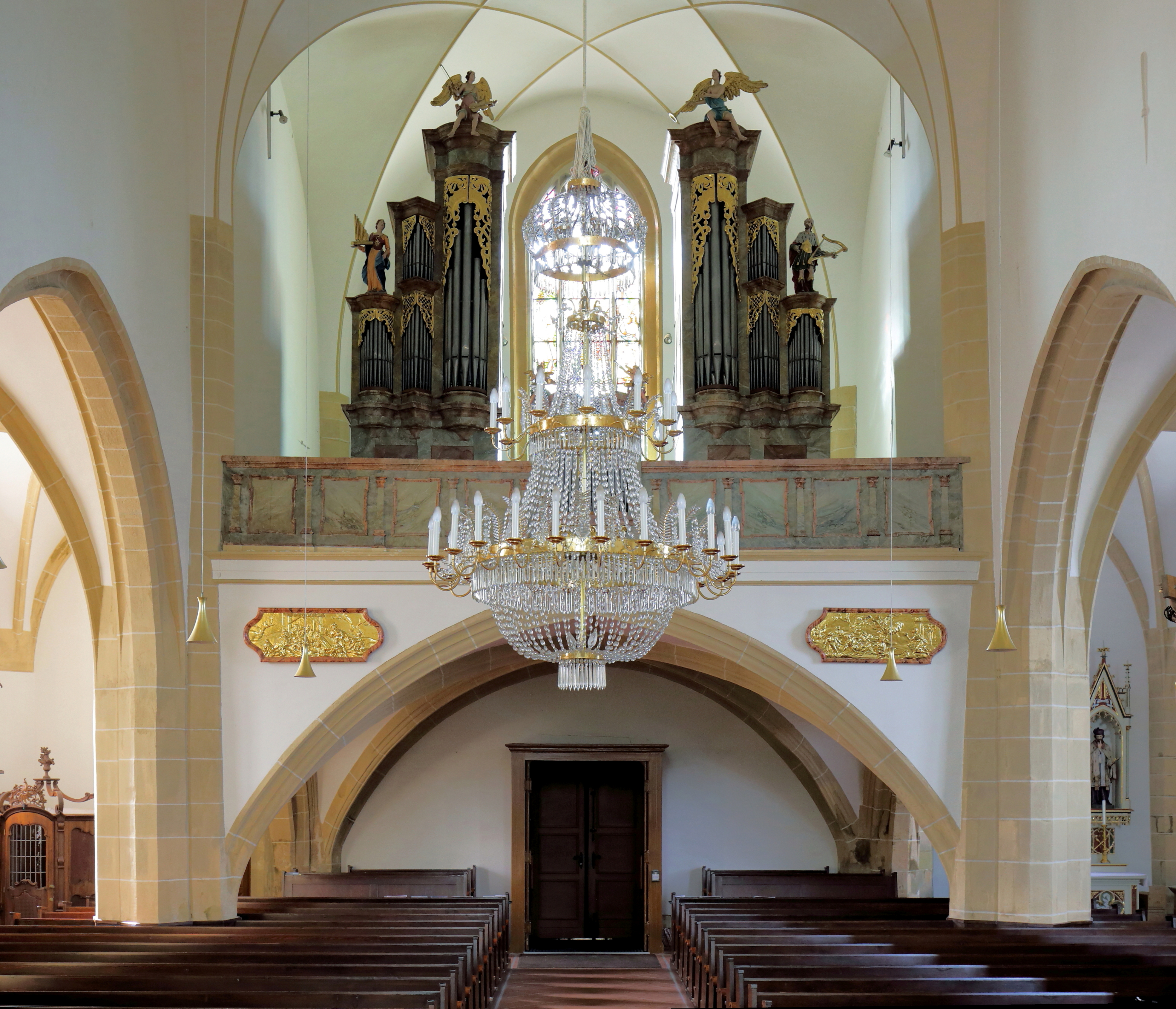
Innenansicht gegen Orgelempore

Das Orgelgehäuse von Johann Hencke (1743) ist ein zweiteilig gestaffeltes Prospekt mit den Aufsatzfiguren Cäcilia und David und hat ein gleichzeitiges Brüstungspositiv. Das Orgelwerk ist von Philipp Eppel (1961).